# José de Grimaldo
José de Grimaldo y Gutiérrez de Solórzano (ur. 1660 w Madrycie, zm. 3 lipca 1733 tamże) – hiszpański polityk, pierwszy sekretarz stanu w latach 1714–1726 z krótkimi przerwami.

## Życiorys
W młodym wieku pracował jako posłaniec w Radzie Indii. W 1683 został kawalerem zakonu św. Jakuba. W 1695 objął został sekretarzem departamentu wojny i domen dzięki poparciu pierwszego sekretarza stanu Jeana Orry’ego. Urząd ten zachował aż do 1714, po czym po Orrym przejął najwyższy urząd państwowy. W 1724 opuścił urząd, aby podążyć za królem do jego posiadłości w San Ildefonso. Wówczas na stanowisku zastąpił go holenderski baron i awanturnik Johan Willem de Ripperdá, od niedawna w służbie hiszpańskiej. W 1726 zastąpił Grimalda na tym stanowisku Juan Bautista de Orendáin. Zmarł w 1733, pełniąc funkcję radcy stanu.
Za swe zasługi otrzymał Order Złotego Runa.